# Václav Lebeda

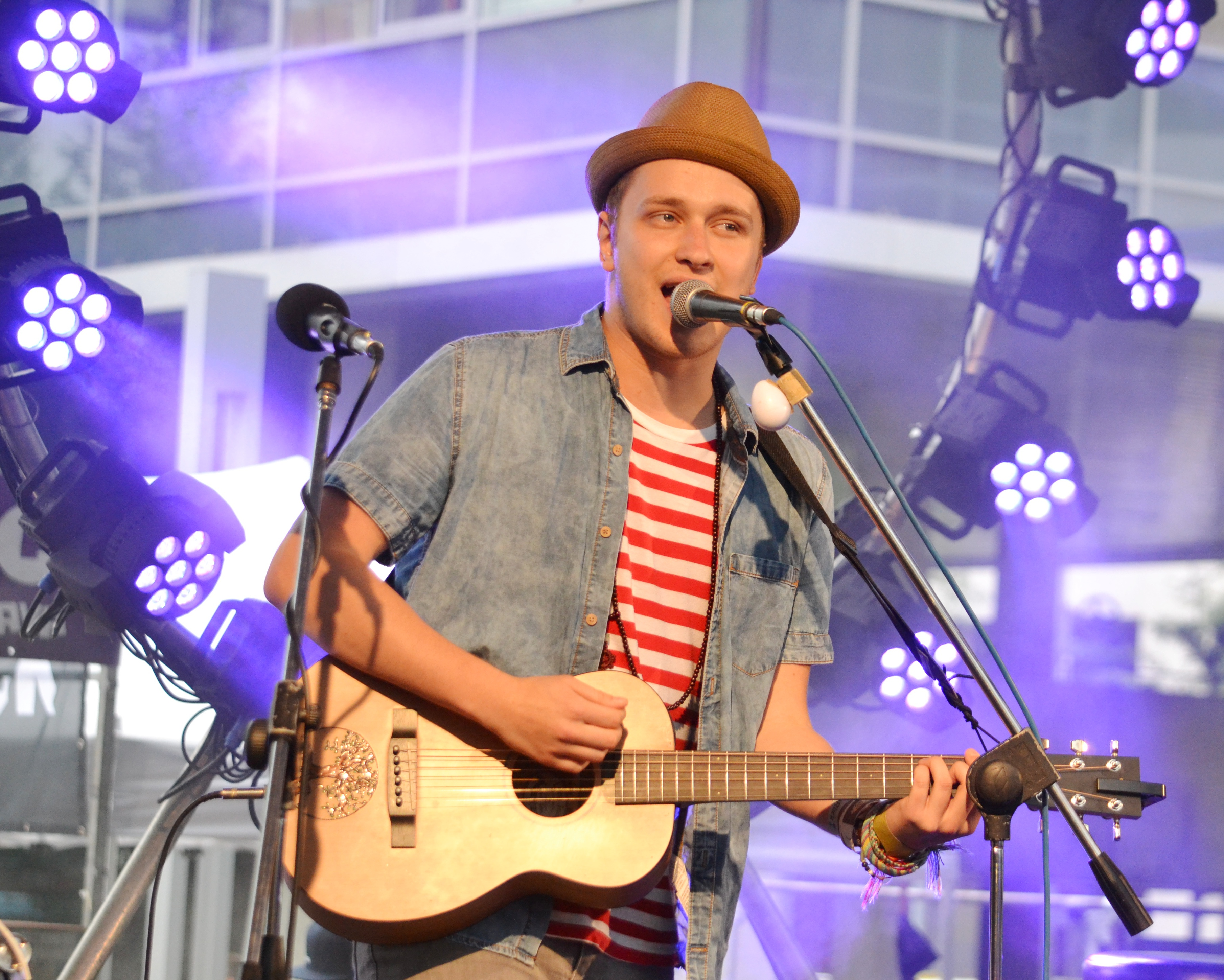
Voxel v Praze (2015)

Václav Lebeda (* 22. července 1992 Čeladná nebo Kopřivnice), vystupující pod pseudonymem Voxel, je český folk-popový zpěvák a písničkář. Od r. 2019 vystupuje jako kapela „VOXEL & Spol.“.

## Hudební kariéra
Od dětství se věnoval hře na flétnu a klávesy, později přešel na klavír a postupně se naučil hrát na další nástroje. Studoval obor „popularizace hudební kultury“ na Západočeské univerzitě v Plzni. Účastnil se několika řad televizní soutěže Česko Slovenská SuperStar, zde ale neuspěl. Také zpíval a hrál na kytaru v kapele Burnout.
Na začátku roku 2012 publikoval pod jménem Voxel singl V síti s textem Xindla X, ke kterému zanedlouho vyšel i videoklip. Texty dalších singlů Hitmaker (z července 2012) a Superstar (z ledna 2013) napsal Pokáč, se kterým Voxel občas vystupuje v duu. V březnu 2013 byl vyhlášen jako objev roku na hudebních cenách Óčka, od diváků dostal 19 422 hlasů. Na podzim 2013 se v rámci cen Český slavík Mattoni 2013 umístil na druhém místě v kategorii „Hvězda internetu“ (poté, co byl ze soutěže vyřazen původní vítěz, rapper Řezník).
V květnu 2014 vydal debutové album All Boom!, které zaznamenává spíše starší repertoár a obsahuje i dosavadní singly. Během dvou let sólové kariéry se od původního elektropopu posunul spíše ke kytarovému písničkářství a nové album proto plánoval pojmout více akusticky; album vyšlo v září 2015 pod jménem Motýlí efekt. Již v červnu jej předcházel singl Jednou. V rámci cen Český slavík Mattoni 2014 vyhrál v kategorii „Hvězda internetu“ a získal nominaci i v kategorii objev roku. Na začátku roku 2015 podnikl několik koncertních turné s kapelami O5&Radeček a UDG. Na cenách Anděl 2014 byl nominován v kategorii objev roku.
Na počátku roku 2019 utvořil kolem sebe hudební uskupení, s kterým pravidelně vystupuje s názvem „VOXEL & Spol.“ ve složení:
- Václav Lebeda (hlavní zpěv, akustická kytara, mandolína)
- Cágo (baskytara, vokály)
- Dominik Kopečný (bicí, vokály)
- Jamie Oswald Skácelík (akustická kytara, ukulele, vokály).

### Turné
Od roku 2016 pravidelně vyjíždí na vždy odlišné „turné s konceptem“:
- 2016 – TOUR, CO SEDNE – folkové turné na sezení společně s písničkářem Pokáčem, kde každý návštěvník dostal zpěvník a po koncertě byla možnost zanechat pár slov na „Zdi Vzkazů“.
- 2017 – POPFOLKLOR TOUR – turné s cimbálovou muzikou, vínem a folklorní afterparty.
- 2018 – PUPEČNÍ ŠŇŮRA – šňůra na podporu singlu „Těhotná“
- 2019 – SVOBODA TOUR – společné turné s kapelou Pekař.
- 2019 – ČECHOMOR + VOXEL TOUR – Turné s kapelou Čechomor, kde Voxel vystupuje už jako kapela „VOXEL & Spol.“

## Osobní život
S manželkou Marií má dva syny, Václava (* 2014) a Jozuu (* 2018), a dceru Malène (* 2022). Je inspirován Jaroslavem Duškem a jeho duchovní cestou, má blízko k veganství. S rodinou žil v Olomouci, nyní bydlí na samotě kousek od Pradědu.

## Diskografie
- All Boom! (2014)
- Motýlí efekt (2015)
- NANOVO (2019)